# Ficus estanislana
Ficus estanislana är en mullbärsväxtart som beskrevs av Armando Dugand. Ficus estanislana ingår i släktet fikonsläktet, och familjen mullbärsväxter. Inga underarter finns listade i Catalogue of Life.